# Přestřelka u osady Uglare
Přestřelka u osady Uglare se odehrála 8. listopadu 2005 mezi českými vojáky a nelegálními těžaři dřeva, na které narazili během hlídky v této oblasti. Boj začal po opakovaných výzvách českých vojáků k zastavení činnosti a varovném výstřelu. Na ten reagovali Albánci zahájením palby. V boji byl zraněn rotný Meloun a jeden z těžařů.
Zraněný Meloun byl vrtulníkem převezen do francouzské vojenské nemocnice v Plané, kde zůstal do 14. listopadu, kdy byl propuštěn. Během pobytu v nemocnici ho vrchní velitel sil KFOR Giuseppe Valotto vyznamenal medailí velitele KFOR a o dva týdny později mu předal náměstek ministra obrany Martin Bělčík medaili Za zranění.